# Black Pearl (album de Yo-Yo)
Pour les articles homonymes, voir Black Pearl.
Albums de Yo-Yo
Make Way for the Motherlode
(1991) You Better Ask Somebody
(1993)
Singles
1. Black Pearl
Sortie : 1992
2. Home Girl, Don't Play Dat
Sortie : 1992

Black Pearl est le deuxième album studio de Yo-Yo, sorti le 23 juin 1992.
L'album s'est classé 32e au Top R&B/Hip-Hop Albums et 145e au Billboard 200.

## Liste des titres
| No  | Titre                                           | Contient un (des) sample(s) de                                                                                                   | Durée |
| --- | ----------------------------------------------- | --- | ----- |
| 1.  | The No Intro                                    | | 0:12  |
| 2.  | Home Girl, Don't Play Dat                       | Ain't That a Bitch de Johnny « Guitar » Watson Joy d'Isaac Hayes God Make Me Funky des Headhunters featuring The Pointer Sisters | 2:38  |
| 3.  | So Funky                                        | Be Alright de Zapp | 3:02  |
| 4.  | Black Pearl (featuring Big Bubba)               | Black Pearl de Checkmates, Ltd. I Gotcha de Joe Tex Verbal Milk de X-Clan                                                        | 3:10  |
| 5.  | Cleopatra                                       | I Believe in Music des Kay-Gees                                                                                                  | 3:46  |
| 6.  | It's a Long Way Home                            | Disco Queen d'Hot Chocolate Scratch My Back d'Otis Redding                                                                       | 4:36  |
| 7.  | You Should Have Listened                        | Atomic Dog de George Clinton | 4:00  |
| 8.  | Woman to Woman                                  | Strawberry Letter 23 des Brothers Johnson N.T. de Kool & the Gang                                                                | 2:26  |
| 9.  | Hoes (featuring Deadly Threat)                  | In the Hole des Bar-Kays Groovy Situation de Mel & Tim                                                                           | 3:13  |
| 10. | I Can't Take No More (featuring The Good Girls) | Voices Inside (Everything Is Everything) Live de Donny Hathaway                                                                  | 3:39  |
| 11. | A Few Good Men                                  | | 3:50  |
| 12. | Will You Be Mine                                | Walk From Regio's d'Isaac Hayes Synthetic Substitution de Melvin Bliss                                                           | 4:05  |